# 亞太旅行協會
亞太旅行協會（Pacific Asia Travel Association, PATA）是1952年於美國夏威夷創立的一個非營利組織，其宗旨為促進在亞太地區的觀光事業發展，為亞太地區最重要的國際觀光組織之一，會員為政府、航空公司及觀光產業三類的團體會員。
亞太旅行協會成立目標在於協助各分會會員及地區對外及對內之觀光發展，並推廣旅遊產業對國際社群應有之責任。該會推展往来於亚太地区及区域内關於旅行与旅游业的可持续增长、价值和品质的提升。

## 成立歷程
1952年1月10日至15日，首届太平洋地区旅行大会（Pacific Area Travel Conference）在夏威夷威基基德魯西堡的馬盧西亞禮堂舉行。大會的最後一天，宣佈成立「太平洋临时旅游协会」（Pacific Interim Travel Association，縮寫 PITA）。2個月後，協會完成正式註冊。
1953年3月，第二屆大會仍在夏威夷舉行，會中決定將協會改名為「太平洋地区旅游协会」（Pacific Area Travel Association，縮寫 PATA）正式成立於第二届太平洋地区旅行大会。1986年在科伦坡，经表决协会正式更名为「亚太旅游协会」。

## 部門機構
亞太旅行協會有公關部、會員發展部、展覽部與資訊服務部共4個部門機構。
協會會員有80多個國家及地區的政府單位、數百家旅遊及旅館業、40多個郵輪及航空公司、以及隸屬世界各地PATA分會之數千名旅遊專業人士。

## 服務內容
關於服務內容，亞太旅行協會促進亞太地區間、區域內相關旅遊業持續性增長和品質的提升；為個人與團體提供專業諮詢服務和指導；對旅遊業相關數據分析（包括對亞太地區出、入境旅遊的統計、預測和分析）做出旅遊市場戰略報告；增加各會員國旅遊商機以各種旅遊活動；支持環境保護、文化遺產的維護及教育。

## 外部連結
- 亚太旅游协会 （中文）
- 亚太旅游协会 （页面存档备份，存于） （英文）
- 亚太旅游协会 於世界旅遊組織亞太部的官網資訊 （英文）